# Télescope de 30-mètres de l'IRAM
Le télescope de 30-mètres de l'IRAM (aussi appelé radiotélescope ou observatoire du Pico Veleta) est un radiotélescope conçu et géré par l'Institut de radioastronomie millimétrique.  
Situé a plus de 2 800 mètres au Pico Veleta dans la Sierra Nevada espagnole, il est le radiotélescope à antenne unique le plus sensible au monde. De par sa surface étendue et ses caméras à grand angle, le télescope est un instrument parfait pour l'exploration de sources cosmiques étendues, telles que des nuages interstellaires ou encore des galaxies. Sa surface est dotée d’une précision qui équivaut à l’épaisseur d’un cheveu humain.
Le télescope de 30 mètres permet également aux astronomes d’accéder à l'hémisphère sud et d'observer ainsi le trou noir au centre de notre galaxie, la Voie lactée. Ensemble avec le deuxième observatoire de l'IRAM, le Northern extended millimeter array (NOEMA), il fait partie du réseau global Event Horizon Telescope qui a présenté en 2019 la première image d'un trou noir. Le télescope de 30 mètres est l’antenne unique la plus sensible du réseau EHT.

## Caractéristiques
Cet instrument est une antenne de 30 mètres de diamètre capable de détecter des émissions dont la longueur d'onde varie entre 0,8 et 3 mm (fréquence allant de 80 à 350 GHz). C'est d'ailleurs le plus grand à ce jour à opérer dans des fréquences de l'ordre de 150 et 230 GHz. Le télescope est équipé avec une série de systèmes de réception hétérodynes ainsi que des caméras continuum. La précision de surface de sa parabole est de 55 micromètres. 

## Histoire et développement
Le télescope de 30 mètres est géré par l'Institut de radioastronomie millimétrique, dont les partenaires sont le Centre national de la recherche scientifique (CNRS) en France, la Société Max-Planck pour le développement des sciences (Max-Planck-Gesellschaft, MPG) en Allemagne et l'Institut géographique national (Instituto Geografico Nacional, IGN) en Espagne.
Construit entre 1980 et 1984, il a été inauguré en 1985.

## Science et découvertes
Chaque objet cosmique émet différentes catégories de lumière, en fonction de sa composition et de sa température : lumière visible et ultraviolette mais également infrarouge ou ondes radio. Pour obtenir une compréhension complète d’un objet cosmique, l’astronomie moderne combine des observations à différentes longueurs d’onde.
Complémentaire à l’astronomie optique qui est surtout sensible à l’univers chaud (les étoiles, typiquement quelques milliers de degrés Celsius), les radiotélescopes, tels celui de l'IRAM, sondent l’Univers froid (autour de −250 degrés Celsius). Ils permettent ainsi d'observer la formation et l’évolution des galaxies, des étoiles, des planètes et des molécules interstellaires, « briques élémentaires » de la vie.
Au cours des 30 dernières années, les télescopes de l'IRAM ont réalisé des travaux pionniers dans le domaine de la radioastronomie. Ils ont fourni des images d’étoiles naissantes et en fin de vie, de trous noirs aux confins de l’univers, formés peu après le Big Bang et de disques autour de jeunes étoiles, véritables berceaux de formation planétaire. Le télescope de 30 mètres a obtenu les premières images radio complètes et détaillées des galaxies proches et de leur gaz. 
Le télescope de 30 mètres a détecté plus de la moitié des molécules interstellaires trouvées dans l'espace durant ces dix dernières années. Ensemble, les observatoires de l’IRAM ont découvert un tiers des molécules interstellaires connues à ce jour (ApJ, 2018, Brett A. McGuire) dont certaines présentes dans les comètes, les planètes et satellites du Système solaire. 
À titre d'exemple, lors de la collision entre la comète Shoemaker-Levy avec Jupiter, le 30 mètres a pu observer la formation de CO, HCN, CS sous l'effet de l'impact. Il a également ouvert la voie à l'étude de la poussière froide. En 2012, une équipe internationale de scientifiques a détecté grâce au télescope de 30 mètres une nouvelle molécule de la famille des petits hydrocarbures, au sein de la Voie lactée , dans la nébuleuse de la Tête de Cheval.
Le télescope de 30 mètres fait partie du réseau des huit radiotélescopes ((l'Event Horizon Telescope ou EHT) qui ont uni leurs observations pour obtenir la première image du trou noir situé au centre de notre galaxie.

## Galerie d'images

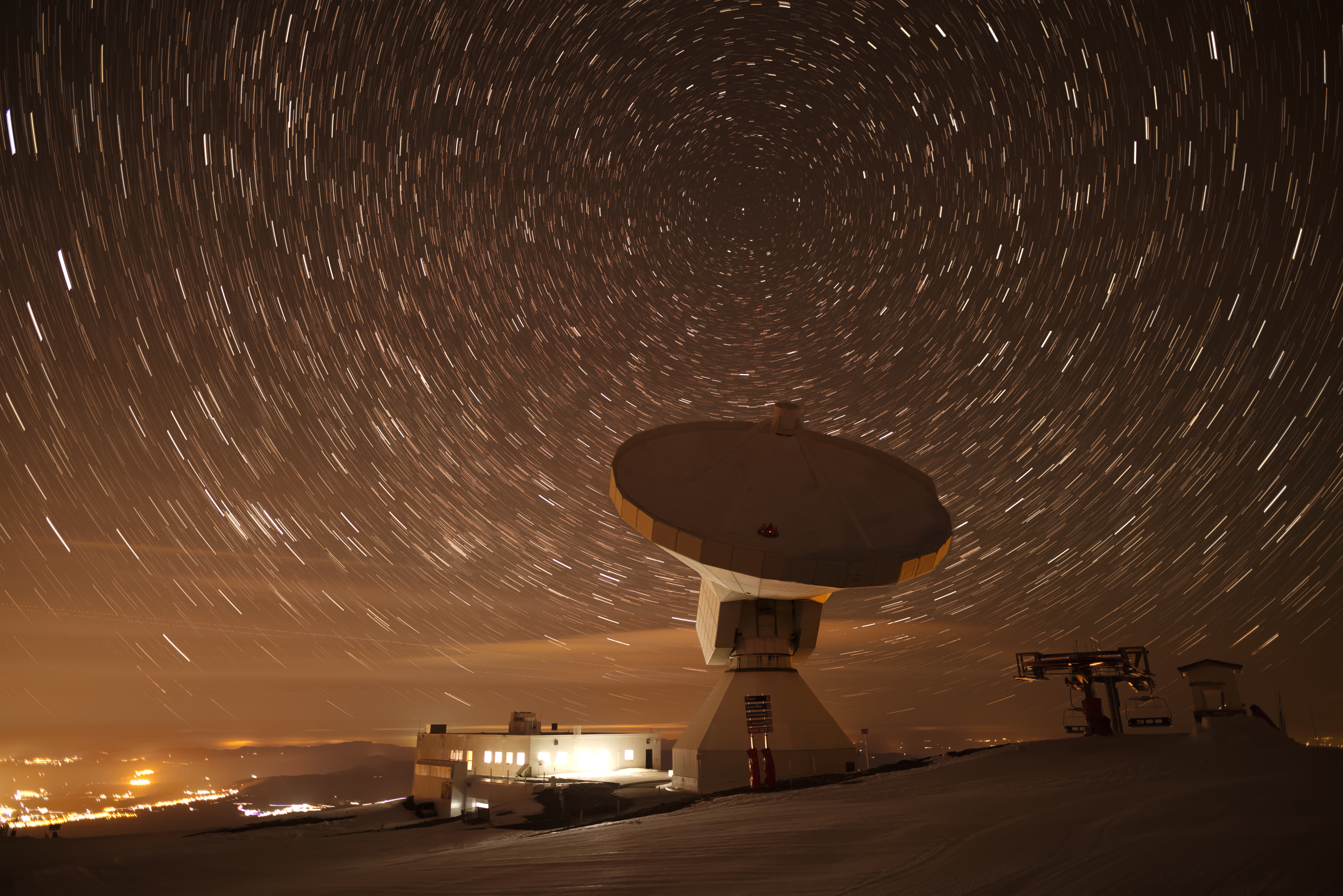
Le télescope de 30 mètres de l'IRAM sous le ciel étoilé.
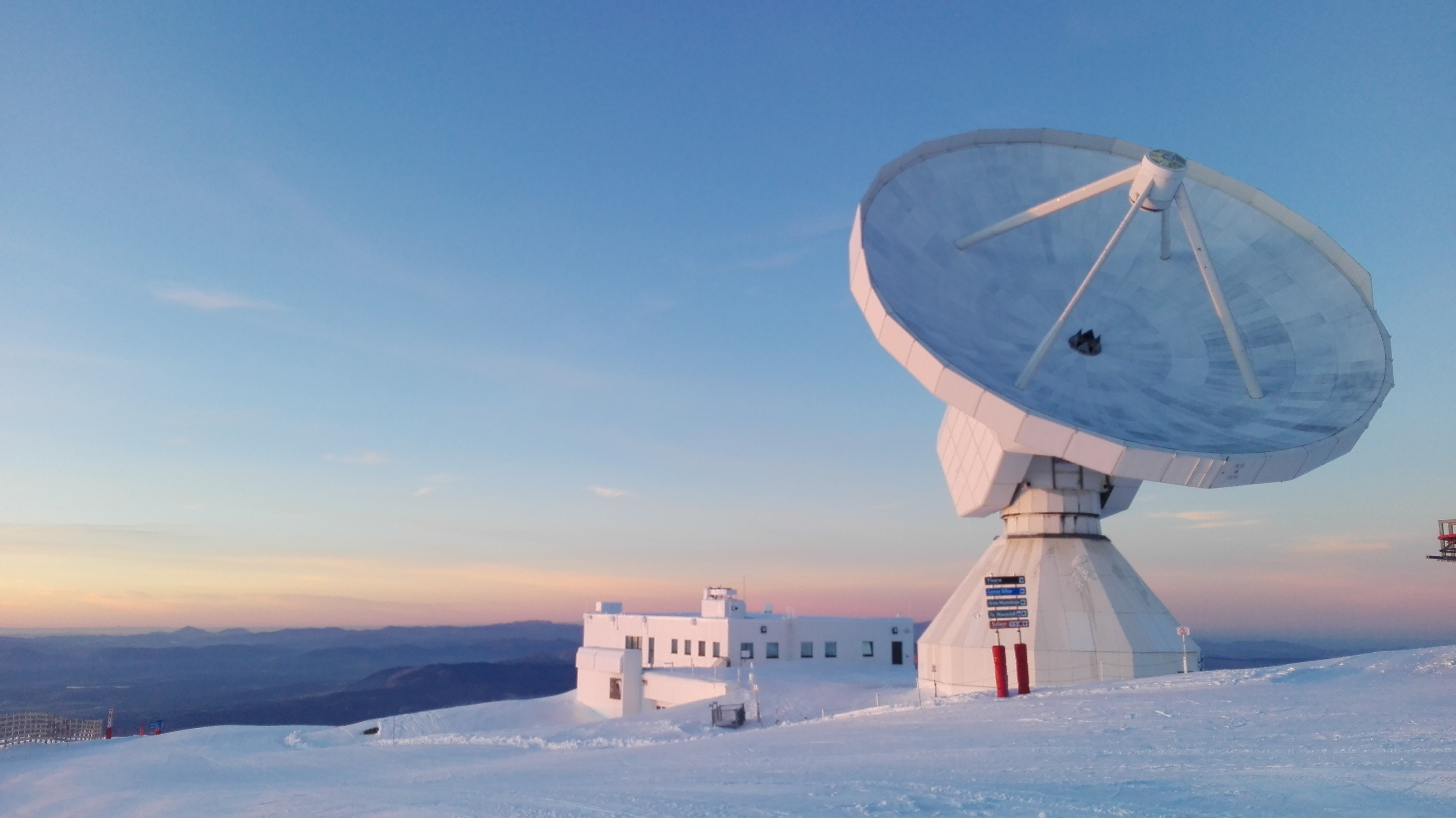
Le télescope de 30 mètres de l'IRAM.
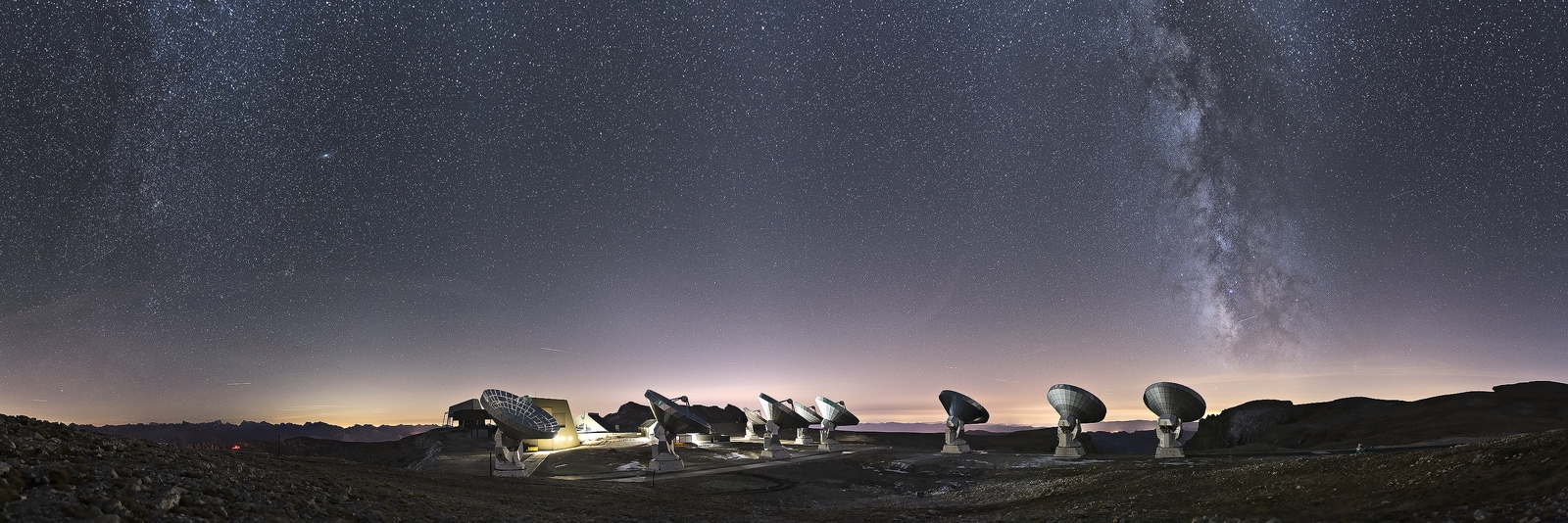
L'observatoire NOEMA, le deuxième site d'observation de l'IRAM.